# Иван Телятинов
Иван Христов Телятинов е български революционер, деец на Вътрешната македоно-одринска революционна организация.

## Биография
Иван Телятинов е роден в град Дойран в 1871 година. Син е на видния борец за самостоятелна българска църква отец Христо Телятинов. В 1895 година завършва с десетия випуск Солунската българска мъжка гимназия и става български учител в Гевгели, Кавадарци, Гумендже, Дойран, Горно Броди.
През август 1895 година е сред основателите на революционен комитет на ВМОРО в Дойран, където дава клетва пред Гоце Делчев. Като учител в Гевгели през учебната 1897 – 1898 година е ръководител на околийския революционен комитет. През май 1898 година Телятинов заедно с гевгелийските ръководители на ВМОРО Илия Докторов и Аргир Манасиев организира убийството на лидера на гъркоманската партия в града Христо Цицов, извършено от Андон Кьосето и Христо Джорлев пред очите на каймакамина.
През учебната 1912/1913 година е главен учител на трикласното училище в Петрич. След освобождението на града от османска власт през 1912 година е определен за член на околийското ръководство.
След Първата световна война се установява в Петрич, където е чиновник в местната община. Тук разкрива книжарница „Македония“ с печатница. В печатницата се издават различни формуляри, пощенски картички и „Петрички окръжен вестник“.
Умира през 1930 година в Петрич.